# Dieupentale
 Dieupentale  es una población y comuna francesa, en la región de Mediodía-Pirineos, departamento de Tarn y Garona, en el distrito de Montauban y cantón de Grisolles.

## Demografía
| 549 | 584 | 614 | 617 | 662 | 733 |
| Para los censos de 1962 a 1999 la población legal corresponde a la población sin duplicidades (Fuente: INSEE [Consultar]) |     |     |     |     |     |

## Monumentos

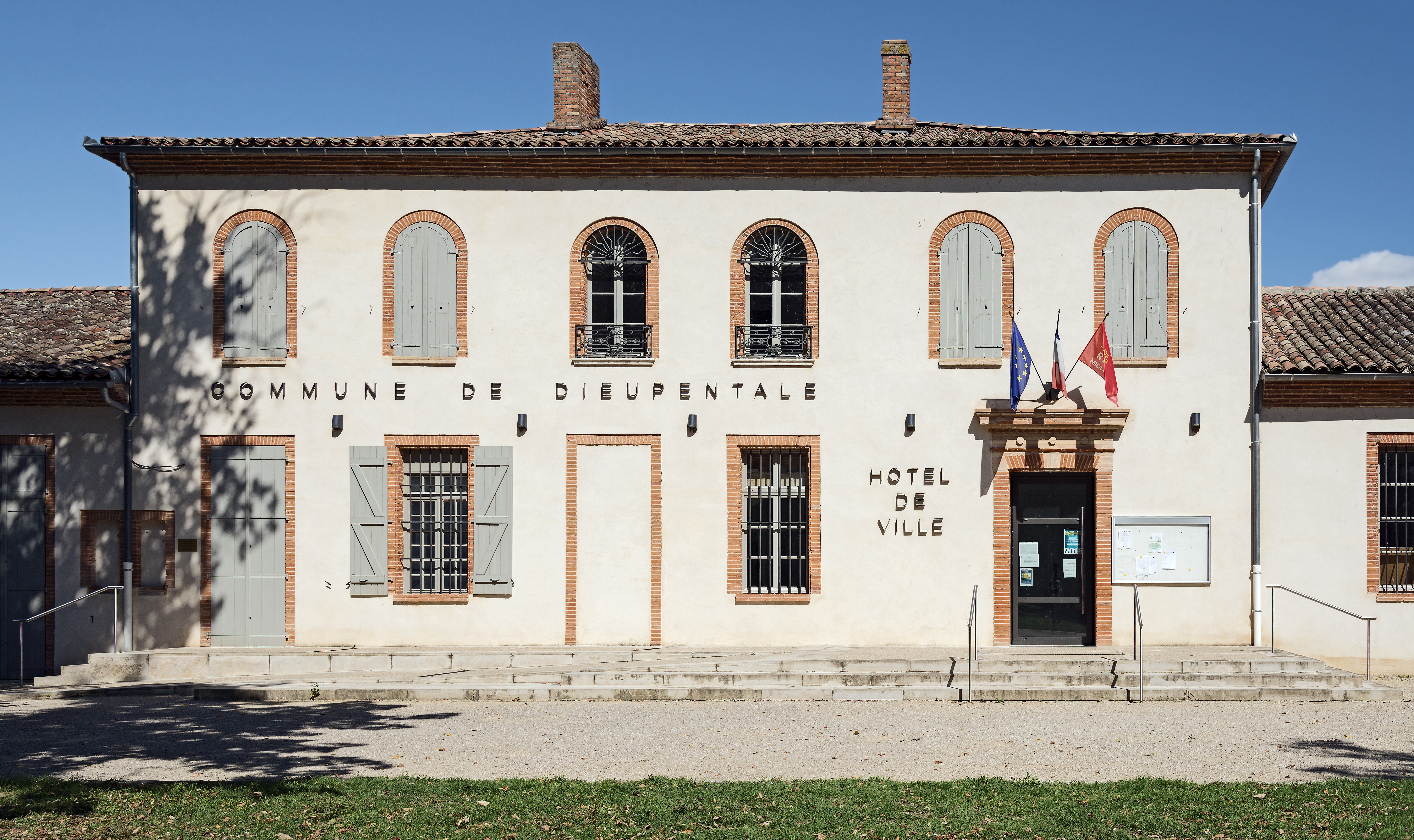
el ayuntamiento.
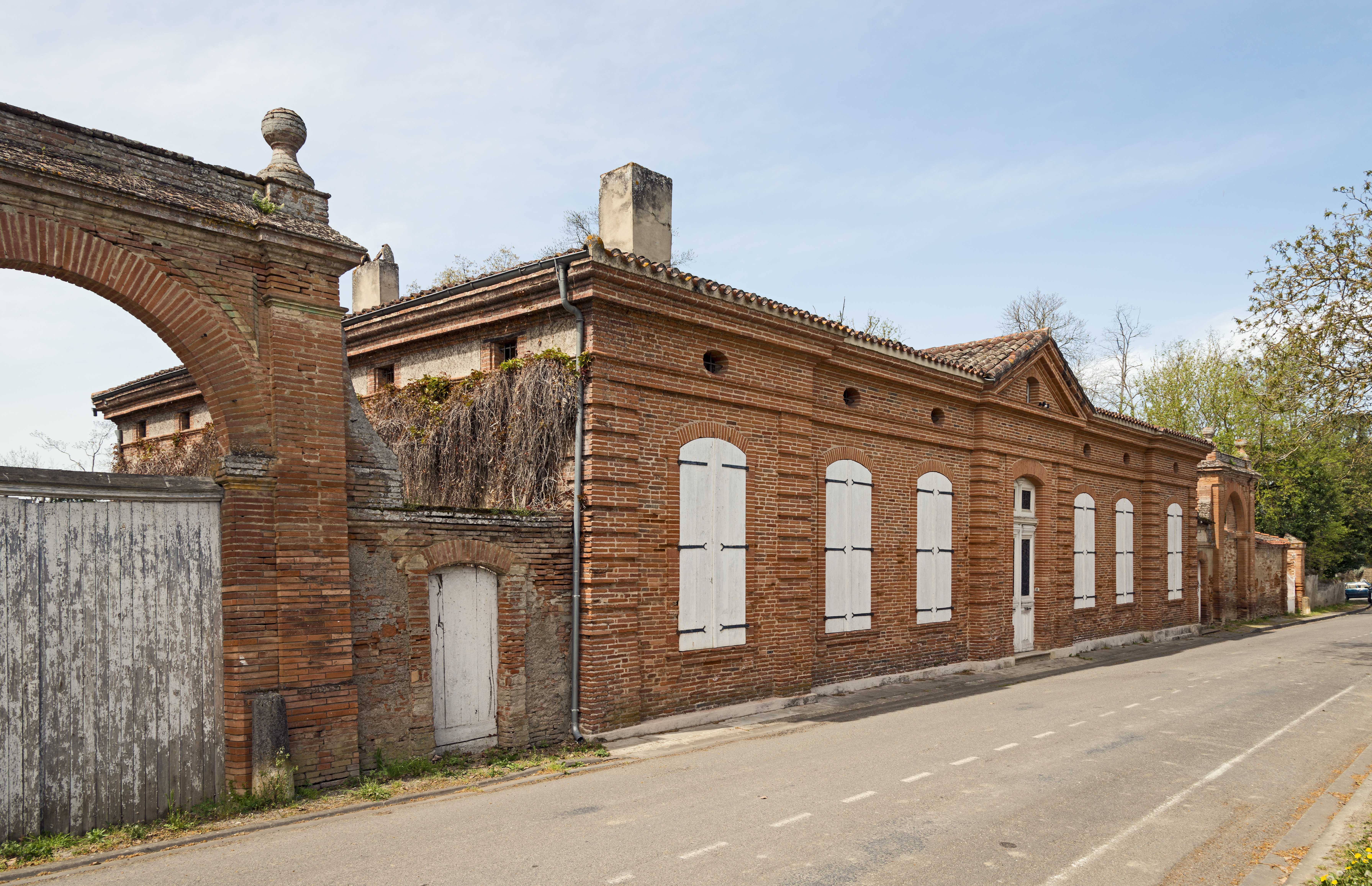
Castillo, de Laparre Saint-Sernin.
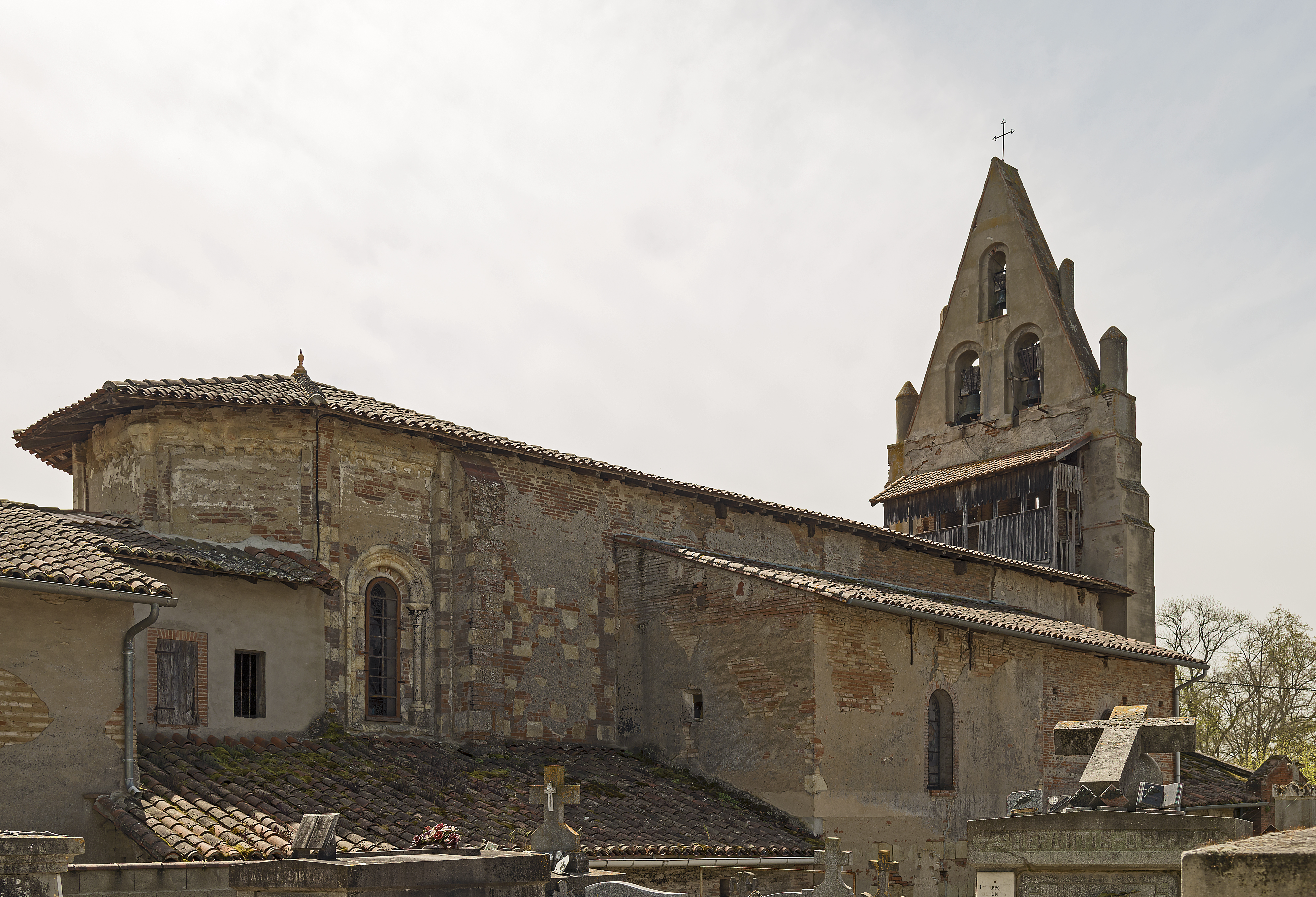
La Iglesia.
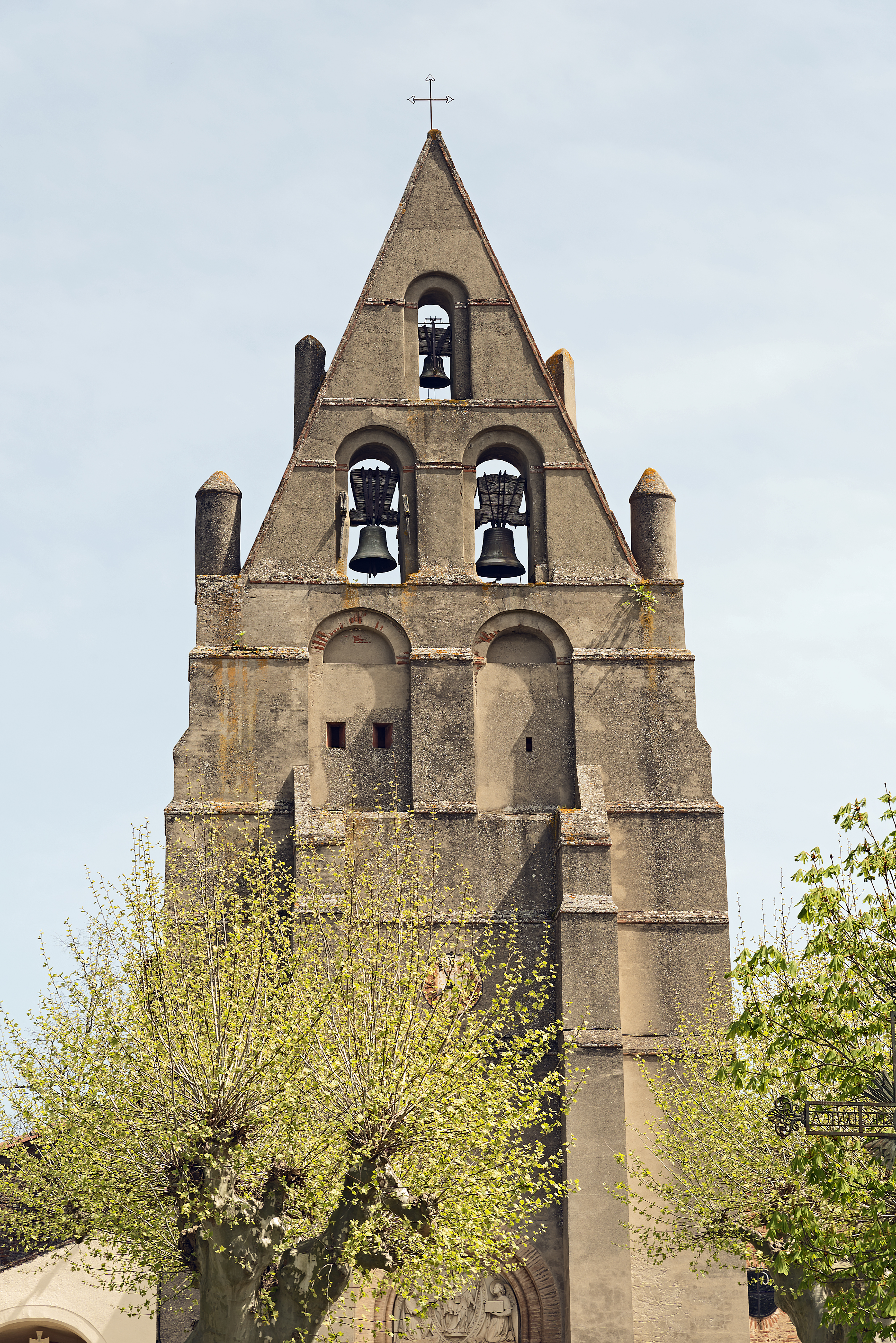
la torre del campanario.
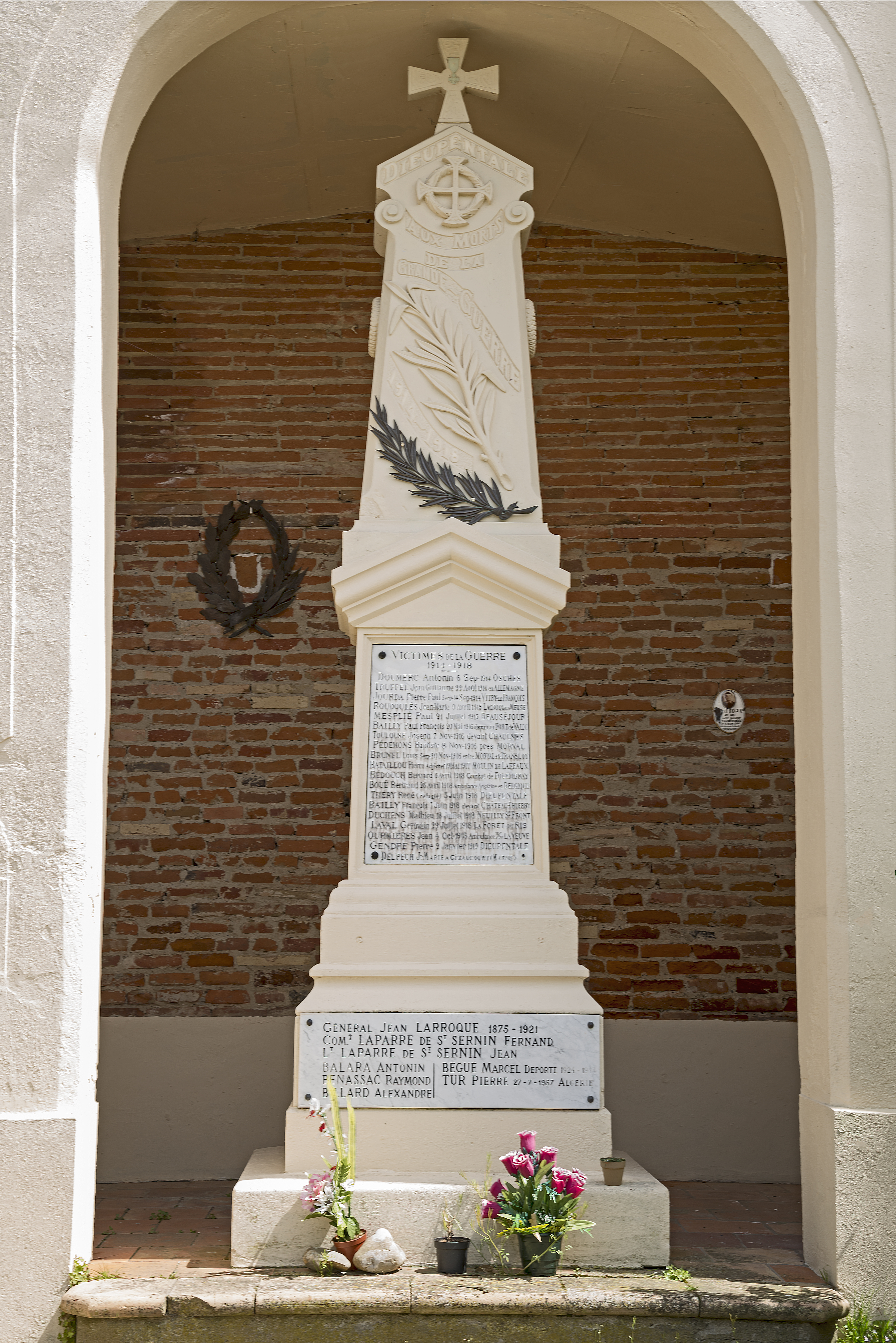
Guerra memorial.
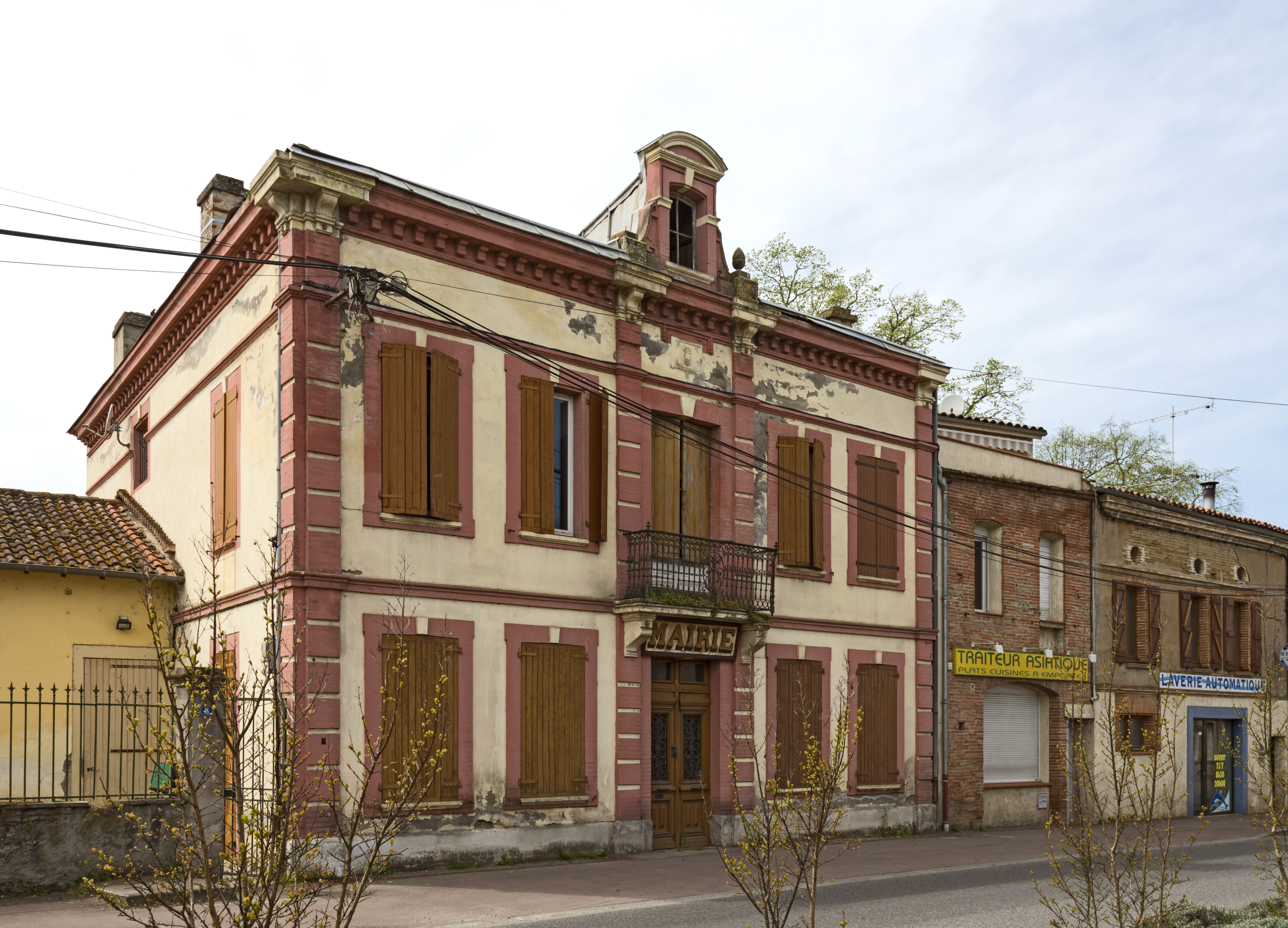
antiguo ayuntamiento.